# FAMA Museu
O FAMA Museu (Fábrica de Arte Marcos Amaro), anteriormente Museu São Pedro, é um dos maiores museus privados e aberto ao público da América Latina.
Sediado numa área central na cidade de Itu, no interior do estado de São Paulo, é um espaço cultural que abriga o acervo de arte do artista e colecionador Marcos Amaro. Inaugurado em 2018, o FAMA Museu é uma ferramenta de disseminação da arte contemporânea com ênfase no tridimensional.
A sede no interior do estado propõe a descentralização da arte. Abrigada em 25 mil metros quadrados de área construída, a Fábrica está localizada na antiga Fábrica São Pedro, importante polo da indústria têxtil no início século XX com relevância histórica e cultural para a região.

## Acervo
Com cerca de 2 mil obras no acervo, a coleção de Marcos Amaro tem sido construída ao longo dos últimos dez anos. A primeira aquisição foi uma obra de Cândido Portinari. De lá para cá, o colecionador tem investido em obras dos mais importantes artistas, entre eles Nuno Ramos, Tunga, Adriana Varejão, Cildo Meireles, Laura Lima, Carmela Gross, José Resende, Jac Leirner, Nelson Leirner e Aleijadinho. Posteriormente foram adquiridos no acervo do museu um conjunto de 203 desenhos raros de autoria da Tarsila do Amaral. Os desenhos da artista foram exibidos na mostra "Tarsila: estudos e anotações", com curadoria de Aracy Amaral e Regina Teixeira de Barros, inaugurada em setembro de 2020.
Também foi adquirida para o acervo do FAMA Museu, a Coleção Guita e José Mindlin de Matrizes de Gravura, exibida na Fase II da exposição O tridimensional na coleção Marcos Amaro, intitulada “O tempo e a gravura no espaço”. A coleção foi organizada pelo bibliófilo José Midlin (1914–2010) e sua esposa Guita (1916–2010) e soma 450 matrizes.

No dia 7 de maio de 2022 o museu passou a ter uma nova instalação permanente, a obra "Tiamm Schuoomm Cash!" (2016) do artista José Spaniol. O trabalho, que foi anteriormente exposto na Pinacoteca de São Paulo, agora ocupa o espaço Galpão do Urubu do FAMA Museu.
 

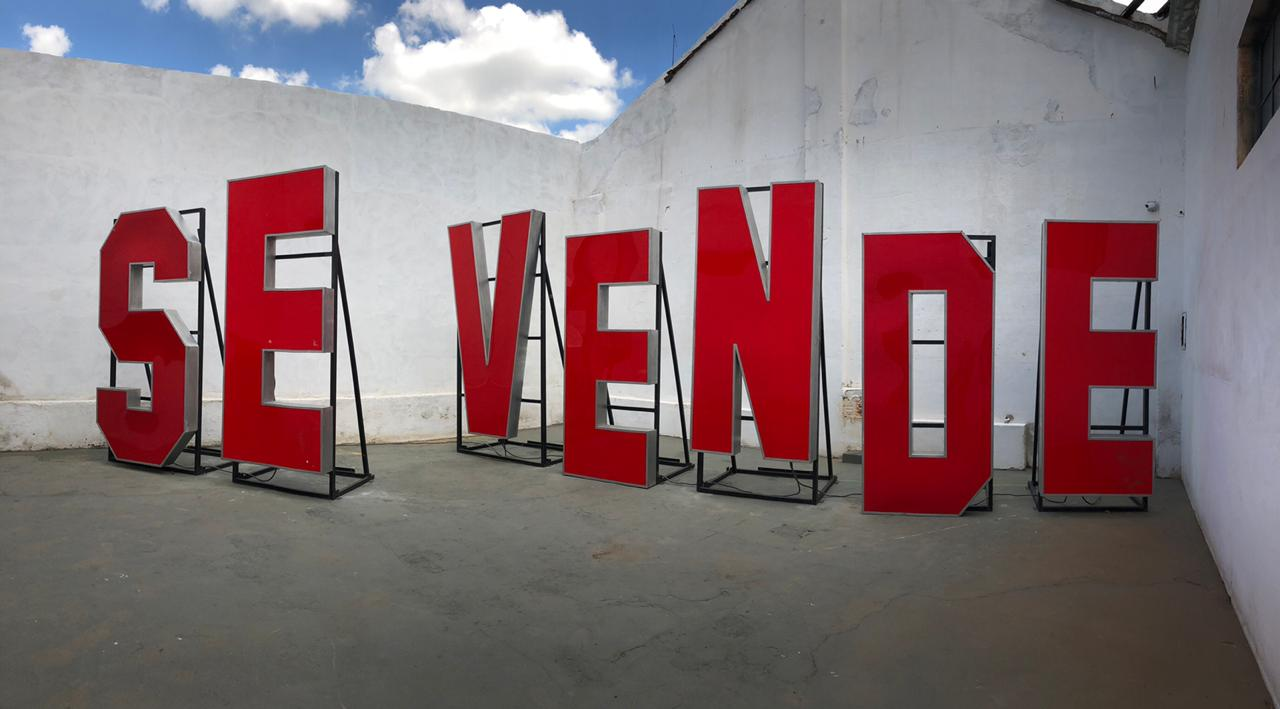
Carmela Gross
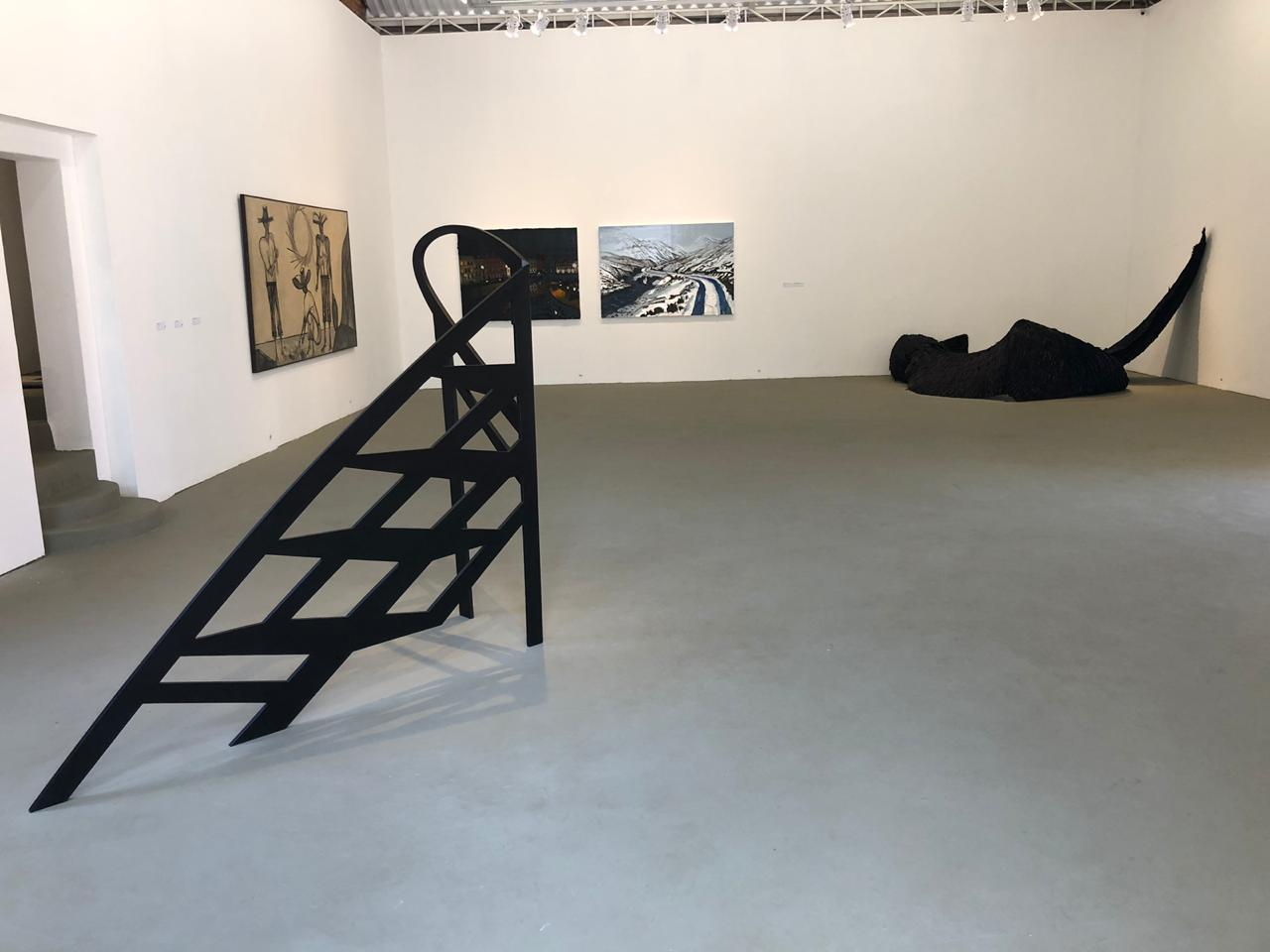
Sala Negra
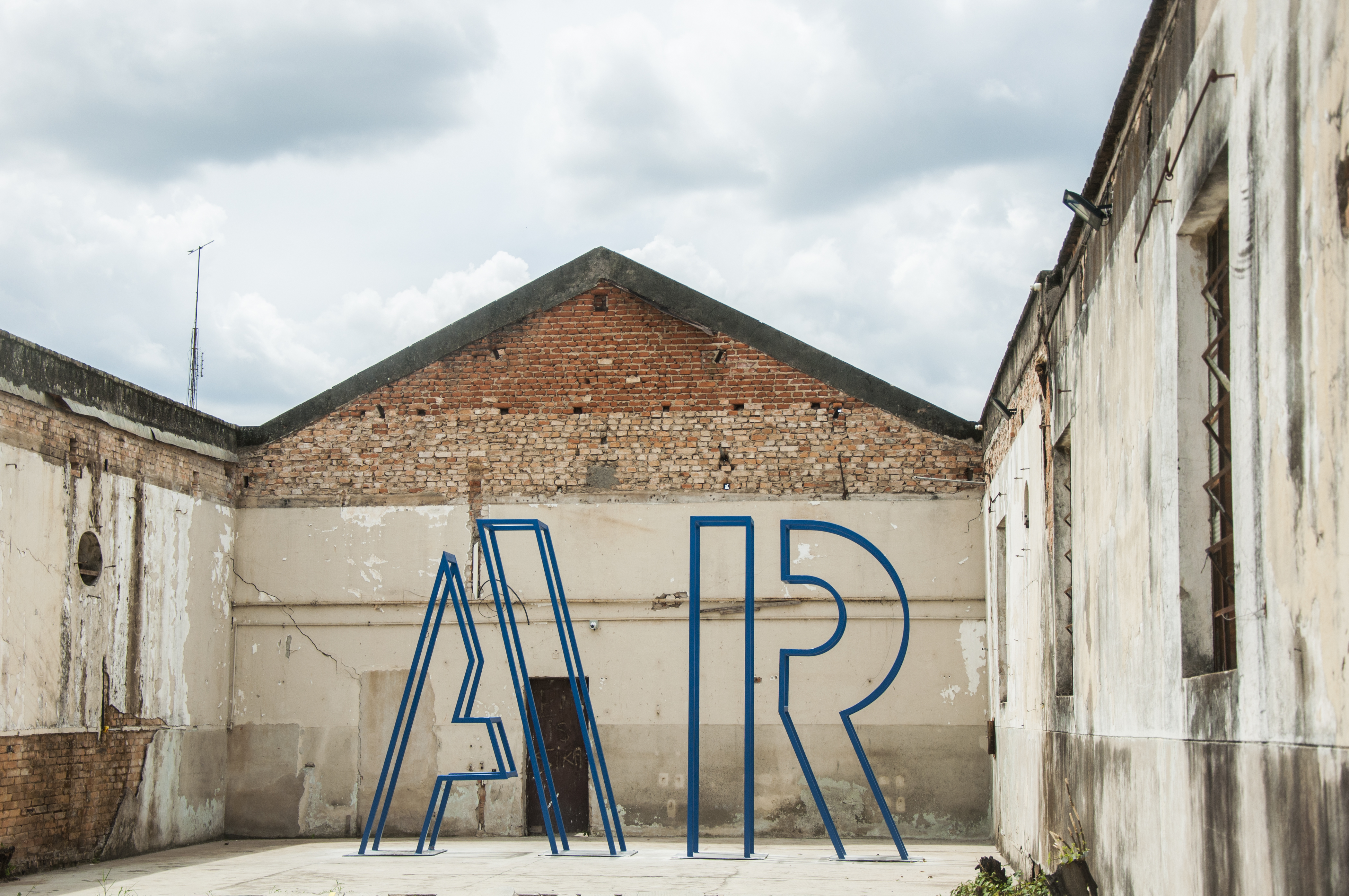
Rubens Gerchman
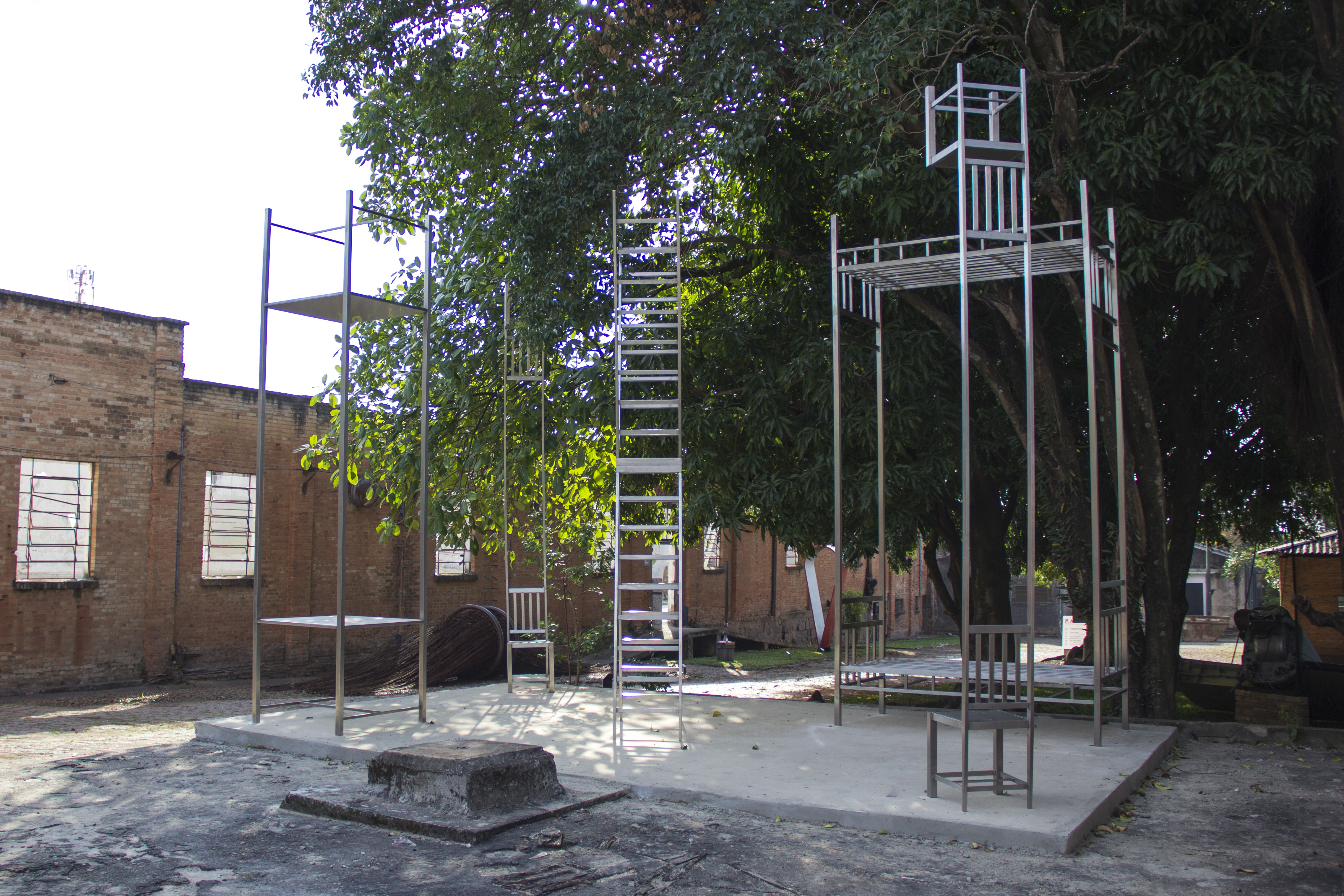
José Spaniol
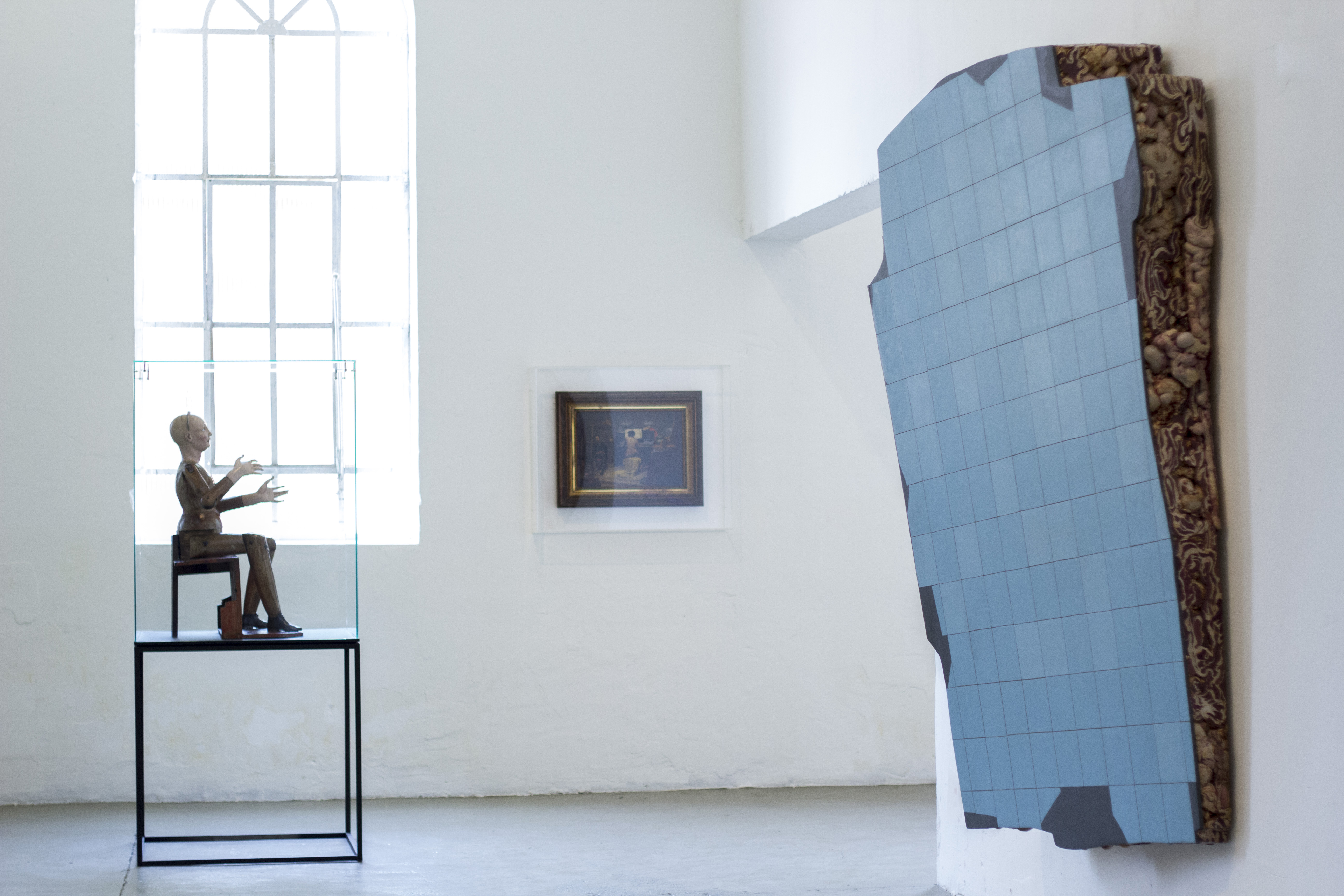
Sala Almeida Júnior
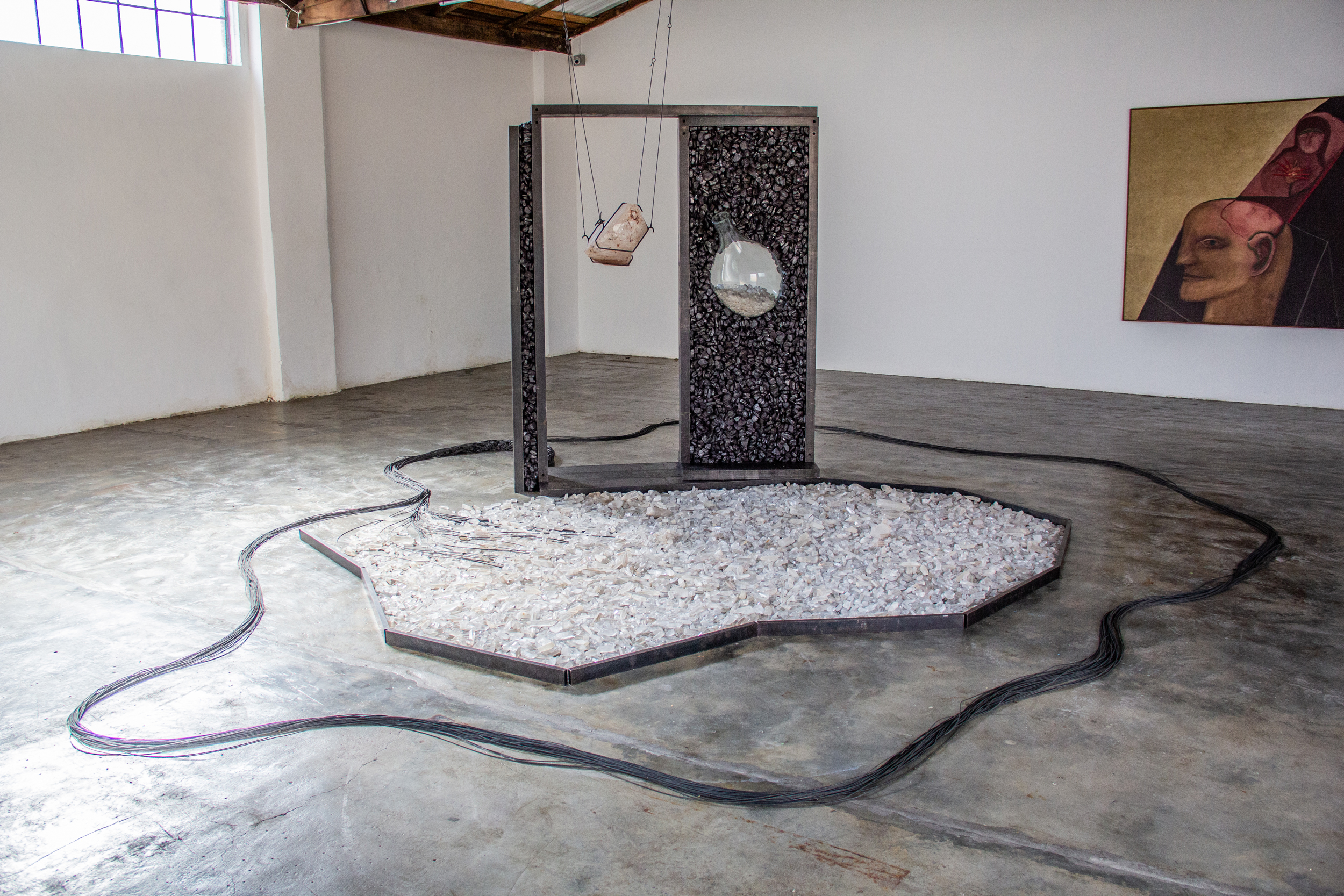
Tunga
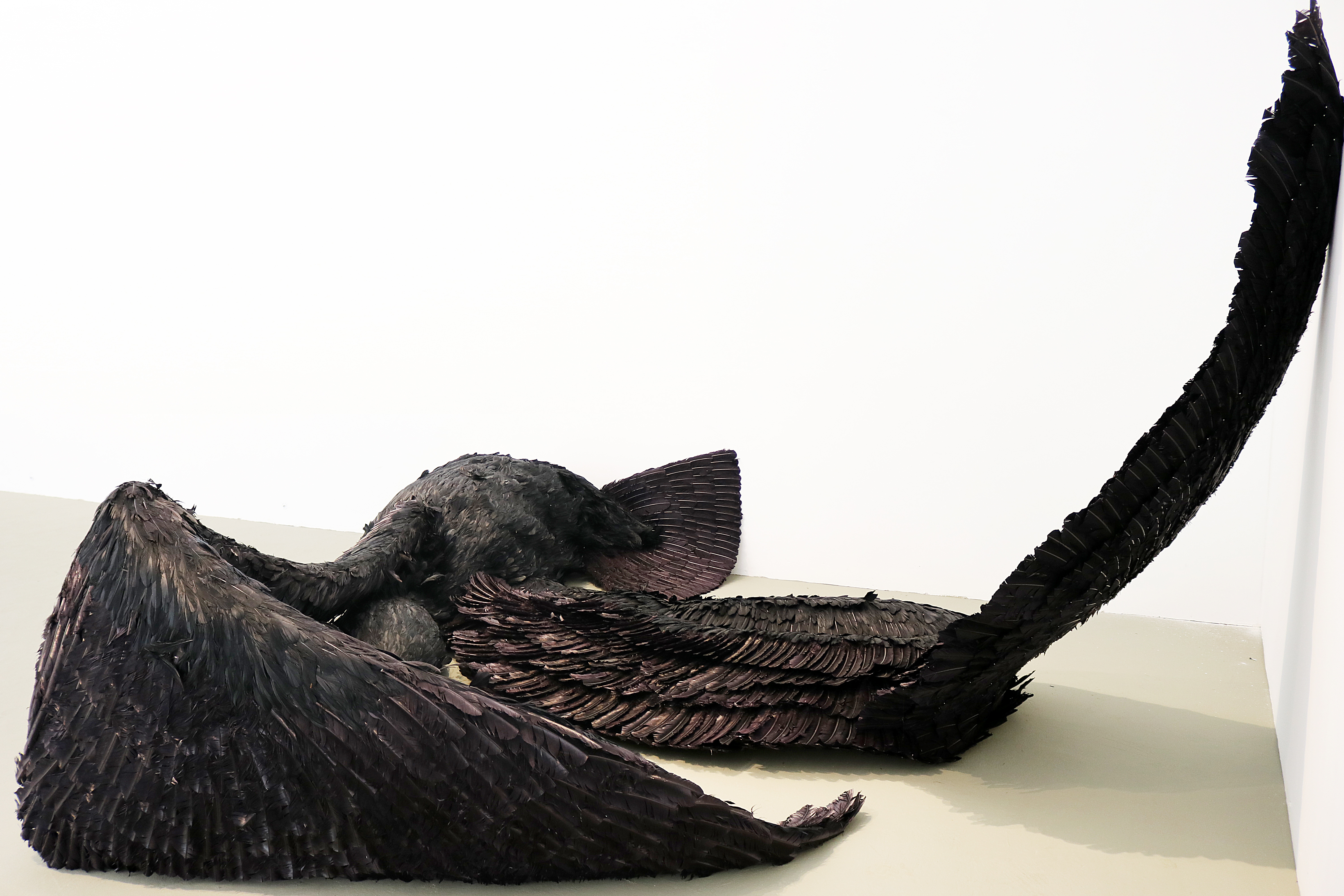
Laura Lima e Zé Carlos Garcia
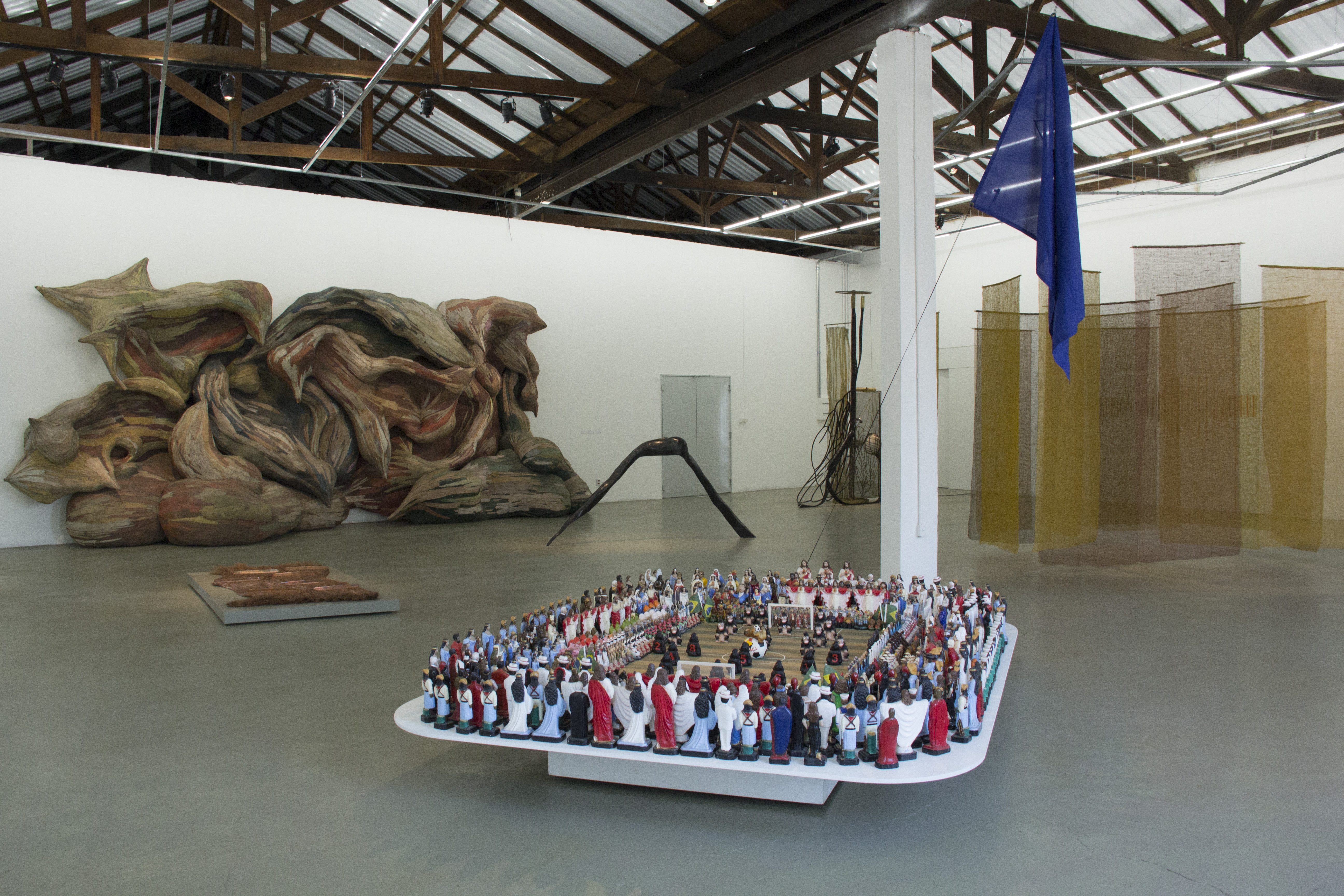
Sala Almeida Júnior

## Ações
Em 2018, ainda como FMA, foi aberto um edital de ocupação a fim de selecionar artistas para compor o cronograma de exposições. Realiza um programa de residência artística em parceria com a UNESP, dentro do Projeto de Extensão Universitária L.O.T.E — Lugar, Ocupação, Tempo, Espaço; a premiação anual de incentivo à produção artística contemporânea na SP-Arte e o prêmio aquisição na ArtRio. Também desenvolve o projeto do Parque Escultórico Linear,  em parceria com a Prefeitura de Itu, que prevê a colocação de esculturas de artistas contemporâneos ao longo da Avenida Galileu Bicudo.
Realiza uma parceria institucional com o Museu Bispo do Rosário Arte Contemporânea, no Rio de Janeiro, onde atuou na adequação da reserva técnica e do espaço expositivo, permitindo que o museu atinja uma excelência na preservação, conservação e apresentação da obra de Arthur Bispo do Rosário — artista de grande relevância para a história da arte brasileira no século XX. Em 2019 foi inaugurada a exposição "Bispo do Rosário: As coisas do mundo", com curadoria de Ricardo Resende. A exposição trouxe para a cidade de Itu pela primeira vez o "Manto da Apresentação" — a obra mais conhecida de Arthur Bispo do Rosário.
No ano de 2019 foi inaugurada a exposição "Aproximações — Breve introdução à arte brasileira do século XX", exposição com curadoria de Aracy Amaral que reuniu pinturas, gravuras, esculturas e fotografias que contextualizaram o antes, o durante e o depois da Semana de 22.
Em 2021 foi aberto para todo o estado de São Paulo o Edital FAMA Museu 01/2021 — que teve por objetivo incentivar a produção artística contemporânea e selecionar dois trabalhos de artistas ou coletivos de artistas para criarem novas exposições dentro da instituição.